# Fentonia japonica
Fentonia japonica är en fjärilsart som beskrevs av Karl Grünberg 1912. Fentonia japonica ingår i släktet Fentonia och familjen tandspinnare. Inga underarter finns listade i Catalogue of Life.